# Das Hochzeitsbankett
Das Hochzeitsbankett (Originaltitel: chinesisch 喜宴, Pinyin Xǐyàn, W.-G. Hsi yen, Jyutping Hei2jin3, englisch The Wedding Banquet) ist ein Film von Ang Lee aus dem Jahre 1993. Der Film bedeutete für Ang Lee den internationalen Durchbruch.

## Handlung
Der Taiwaner Wai-Tung Gao lebt schon lange in New York und ist sehr erfolgreich. Doch seine betagten Eltern in der Heimat drängen ihn, endlich eine Frau zu finden und eine Familie zu gründen. Sie ahnen nicht, dass ihr Sohn schwul ist und mit seinem amerikanischen Freund Simon glücklich zusammenlebt.
Schließlich entscheidet sich Wai-Tung, eine Scheinehe mit der attraktiven Malerin Wei-Wei einzugehen. Die mittellose Künstlerin ersehnt sich eine Green Card, es ist der perfekte Deal. Seine Eltern reisen jedoch überraschend an und Wai-Tung, Simon und Wei-Wei sind gezwungen, den beiden eine Scharade vorzuspielen. Sehr zum Missfallen der Eltern ist die Hochzeit zunächst nur ein unspektakulärer Behördenakt im kleinen Kreis. Ein Zufall will es dann, dass ein Restaurantbesitzer, der Wai-Tungs Vater zutiefst verbunden ist, dem Brautpaar aus Dankbarkeit ein opulentes Hochzeitsbankett spendiert. Die traditionelle chinesische Veranstaltung wird mit zahlreichen Gästen, viel Bohei und viel Alkohol gefeiert. In der Hochzeitsnacht schlafen Wai-Tung und Wei-Wei miteinander: Wei-Wei, die in ihrer Rolle als Schwiegertochter zum ersten Mal einer liebevollen Familie angehört, überwindet die anfängliche Abwehr des betrunkenen Wai-Tung.
Wei-Wei wird schwanger. Simon findet heraus, dass sie und Wai-Tung miteinander geschlafen haben. Ein lautstarker Streit zwischen dem homosexuellen Pärchen folgt, im Glauben, die anwesenden Eltern verstünden kein Wort der fremden Sprache. Nach diesem Streit bekommt der Vater einen leichten Schlaganfall. Im Krankenhaus offenbart der aufgewühlte Wai-Tung der Mutter seine sexuelle Orientierung. Die beiden beschließen jedoch, dies dem Vater gegenüber weiterhin zu verheimlichen, um ihn zu schützen.
Wieder aus dem Krankenhaus entlassen zieht seinerseits der Vater Simon ins Vertrauen. Er hat den Schlagabtausch zwischen dem Paar sehr wohl verstanden und bittet jetzt Simon, gut auf seinen Sohn und das kommende Enkelkind zu achten. Die Mutter soll es jedoch nicht wissen, und Wei-Wei und Wai-Tung sollen nicht erfahren, dass der Vater es weiß. Dann beschließt Wei-Wei, das Kind nicht, wie zunächst geplant, abzutreiben und es stattdessen mit Wai-Tung und Simon gemeinsam großzuziehen. Beim Abflug Richtung Heimat sind die Eltern, beide auf ihre Weise, versöhnt und lassen eine unkonventionelle junge Familie in New York zurück.

## Kritiken
- „Dem Taiwaner Ang Lee gelang mit dieser köstlichen Mischung aus "Victor/Victoria" und "Green Card" eine hinreißende Komödie, die neben köstlichem Humor auch mit nachdenklichen Themen aufwarten kann. Zu Recht wurde der turbulente Spaß in bester Blake-Edwards-Tradition mit dem Goldenen Bären ausgezeichnet.“ (Blickpunkt: Film)

## Auszeichnungen
- Goldener Bär auf der Berlinale 1993 (ex aequo mit Die Frauen vom See der unschuldigen Seelen)
- Oscar- und Golden-Globe-Nominierung in der Kategorie Fremdsprachiger Film (1994)
- Aufnahme in das National Film Registry (2023)

## Neuverfilmung
Andrew Ahn drehte mit The Wedding Banquet (2025) eine queere Neuverfilmung von Lees Werk.